# Michal Hipp
Michal Hipp (Nyitra, 1963. március 13. –), csehszlovák születésű szlovák labdarúgó, edző, 2012 és 2013 között a szlovák válogatott szövetségi kapitánya.

## Pályafutása

### Játékosként
Játékosként hátvéd poszton játszott. A csehszlovák élvonalban 192 mérkőzést játszott és 18 gólt szerzett a  Plastika Nitra (1986-tól 1992-ig) és a Slavia (1993-tól - 1994-ig) csapataiban. Hipp karrierjét szülővárosának csapatában, a Horná Kraľovában kezdte. Amikor tizenkét éves volt, elkezdett játszani az ifjúsági csapatban, majd tizenhat éves korában lépett fel az első csapat keretéhez. 1983-ban igazolt az Slovan Duslo Šaľa csapatához, ahol Jozef Adamec edzőség alatt többször játszott középpályásként is. Az 1986–87-es idényben mutatkozott be a csehszlovák élvonalban az FC Nitra színeiben, majd a következő szezonban az UEFA-kupában is pályára lépett.
Öt alkalommal lépett pályára a csehszlovák válogatottban és szintén öt alkalommal játszott a Szlovák válogatottban is.

### Edzőként
Edzői karrierjét Vladimír Weiss segítőjeként kezdte az Artmedia Petržalka csapatánál. 2000-től kezdve hat éven át volt az edzői stáb tagja, emellett 2003-tól 2006-ig a szlovák válogatott segédedzőjeként is dolgozott. A 2006-2007-es idényben a Szaturn Oblaszty vezetőedzője volt, majd visszatért az Artmediához. 2008 júliusában Weiss lett a szlovák válogatott vezetőedzője és Hipp itt is másodedzőként segítette. A 2008-2009-es szezonban az Artmediánál dolgozott, majd rövid ideig ült a Slovan Bratislava kispadján. 2012 januárjában a szlovák válogatott ideiglenes szövetségi kapitányának nevezték ki. Áprilisban megerősítették posztján, és Stanislav Grigával rá bízták a válogatott irányítását a 2014-es világbajnoki selejtezők idejére. 2013 júniusában menesztették, miután a szlovákok csak 1-1-es döntetlent játszottak Liechtensteinnel és elveszítették kijutási esélyeiket.
2014 júniusában az FC Nitra vezetőedzője lett. Nem tudta a csapatot a másodosztályban tartani, 2015 szeptemberében pedig menesztették miután csapata csak ötödik lett a harmadosztályban. 2016 januárjában a cseh élvonalbeli Vysočina Jihlava élére nevezték ki. 2017. november 13-án lett a Szombathelyi Haladás vezetőedzője. Mikor átvette a szombathelyi csapat irányítását, az az utolsó előtti, 11. helyen állt a bajnokságban, azonban végül sikerült bennmaradniuk az első osztályban, miután az utolsó fordulóban legyőzték a Mezőkövesd csapatát. A tavaszi szezonban öt győzelmet, három döntetlent és hat vereséget ért el a csapat, ez végül a nyolcadik helyet jelentette a bajnokság végén. A 2018–19-es szezonban az első nyolc fordulóban mindössze öt pontot szerzett a Haladás, így Hipp szerződését a klub vezetősége 2018. szeptember 19-én közös megegyezéssel felbontotta.

## Statisztika

### Mérkőzései játékosként a csehszlovák válogatottban
| #  | Dátum                | Ellenfél      | Eredmény | Kiírás              | Esemény |
| -- | -------------------- | ------------- | -------- | ------------------- | ------- |
| 1. | 1990. augusztus 29.  | Finnország    | 1 – 1    | barátságos mérkőzés |         |
| 2. | 1990. szeptember 26. | Izland        | 1 – 0    | Eb-selejtező        |         |
| 3. | 1990. október 13.    | Franciaország | 1 – 2    | Eb-selejtező        |         |
| 4. | 1990. november 14.   | Spanyolország | 3 – 2    | Eb-selejtező        | 19'     |
| 5. | 1991. február 6.     | Ausztrália    | 2 – 0    | barátságos mérkőzés |         |

### Mérkőzései játékosként a szlovák válogatottban
| #  | Dátum               | Ellenfél                | Eredmény | Kiírás               | Esemény |
| -- | ------------------- | ----------------------- | -------- | -------------------- | ------- |
| 1. | 1994. február 2.    | Egyesült Arab Emírségek | 1 – 0    | Barátság-torna (UAE) |         |
| 2. | 1994. február 4.    | Egyiptom                | 0 – 1    | Barátság-torna (UAE) |         |
| 3. | 1994. február 6.    | Marokkó                 | 1 – 2    | Barátság-torna (UAE) |         |
| 4. | 1994. április 20.   | Horvátország            | 4 – 1    | barátságos mérkőzés  |         |
| 5. | 1994. augusztus 16. | Málta                   | 1 – 1    | barátságos mérkőzés  | 2' 46'  |